# Breynia vestita
Breynia vestita är en emblikaväxtart som beskrevs av Otto Warburg. Breynia vestita ingår i släktet Breynia och familjen emblikaväxter. Inga underarter finns listade i Catalogue of Life.